# Neuquensaurus
A Neuquensaurus australis a hüllők (Reptilia) osztályának dinoszauruszok csoportjába, ezen belül a hüllőmedencéjűek (Saurischia) rendjébe, a Sauropodomorpha alrendjébe, a Sauropoda alrendágába és a Saltasauridae családjába tartozó faj.

## Tudnivalók
A Neuquensaurus australis egy titanosaurid dinoszaurusz volt, amely 71 millió évvel élt ezelőtt, Argentína és Uruguay területein. A Neuquensaurus, magyarul: „Neuquén gyík”.
A Neuquensaurus körülbelül 7,5 méter hosszú és 1,8 tonna tömegű lehetett. Az őslénykutatók szerint ennek a sauropodának is volt páncélzata. Az állat rokon volt a Saltasaurusszal.
A Neuquensaurus australison kívül, korábban számon tartottak egy második fajt is, a Neuquensaurus robustust (Huene, 1929), de ez nomen dubiumnak, azaz kétséges névnek bizonyult. A N. robustust legelőször Titanosaurusnak vélték.